# Eulitopus splendidus
Eulitopus splendidus är en skalbaggsart. Eulitopus splendidus ingår i släktet Eulitopus och familjen långhorningar.

## Underarter
Arten delas in i följande underarter:
- E. s. splendidus
- E. s. maculicollis